# ヒット・コレクション (レイジーのアルバム)
『ヒット・コレクション』は、1999年11月20日に発売されたレイジーのベスト・アルバム。

## 概要
ライナーノーツには中村俊夫による解説、RCA在籍時の全シングルとアルバム（初のベスト・アルバム『Collection〜情熱の青春』を含む）のディスコグラフィーとジャケット写真が掲載されている。
なお、ジャケット写真はシングル「愛には愛を」に使われたものの別テイクである。

## 収録曲
1. HEY! I LOVE YOU
2. カムフラージュ
3. 赤頭巾ちゃん御用心
4. 燃えろロックン・ロール・ファイアー
5. 二人の宝島
6. 地獄の天使
7. ハローハローハロー
8. STOP THE MUSIC
9. フルカウント
10. 愛には愛を
11. ベイビー・アイ・メイク・ア・モーション
12. お前はハウジ
13. HOTEL
14. Midnight Boxer
15. DREAMER
16. DREAMY EXPRESS TRIP(vo:SUZY)
17. 悲しみをぶっとばせ
18. 感じてナイト
19. WE ARE STAR